# Kunstjahr 1923
Liste der Kunstjahre

◄◄ | ◄ | 1919 | 1920 | 1921 | 1922 | Kunstjahr 1923 | 1924 | 1925

Weitere Ereignisse

## Ereignisse

### Architektur

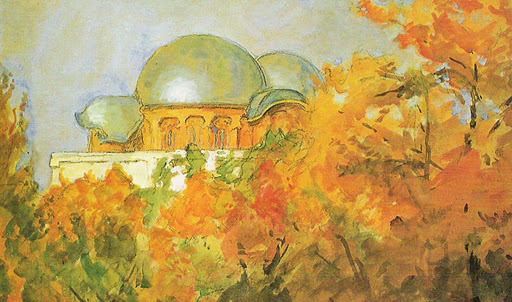
Aquarell des ersten Goetheanums von Hermann Linde

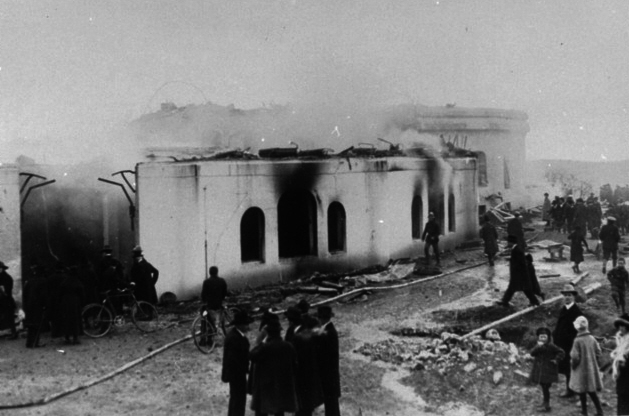
Brandruine 1923

- 1. Januar: Das im Stil der Organischen Architektur und des Jugendstils errichtete anthroposophische Zentrum Goetheanum bei Basel brennt vermutlich durch Brandstiftung bis auf die Grundmauern nieder. Bereits im März publiziert Rudolf Steiner in der Wochenzeitschrift Das Goetheanum seine Pläne zum Wiederaufbau, die er Ende des Jahres konkretisiert.

### Museen und Ausstellungen
- 30. Juni: In Kassel wird das weltweit erste Tapetenmuseum eröffnet.
- 15. August bis 30. September: An drei Standorten in Weimar findet die Bauhausausstellung von 1923 statt, die erste öffentliche Präsentation des 1919 gegründeten Staatlichen Bauhauses. Das in diesem Zusammenhang errichtete Musterhaus Am Horn veranschaulicht das neue architektonische Denken.
- In Washington, D.C., wird die Freer Gallery of Art eröffnet. Sie ist das erste Museum der Smithsonian Institution, die sich den bildenden Künsten widmet.
- In New Mexico wird das Harwood Museum of Art gegründet.

### Sonstiges
- 17. Juni: Das Bundesradfahrerdenkmal wird vom Bund Deutscher Radfahrer in Bad Schmiedeberg eingeweiht.
- Monuments historiques 1923

## Geboren

### Erstes Halbjahr
- 08. Januar: Alexander von Waldow, deutscher Architekt († 2023)
- 12. Januar: Alice Miller, Schweizer Kindheitsforscherin, Autorin und Malerin († 2010)
- 25. Januar: Bob Heinz, deutscher Comiczeichner († 1984)
- 29. Januar: Walde Huth, deutsche Fotografin († 2011)
- 30. Januar: Václav Chochola, tschechischer Fotograf († 2005)

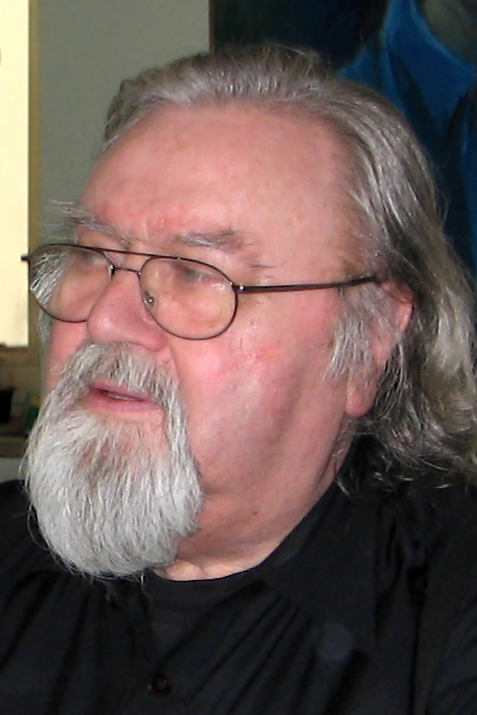
Heimar Fischer-Gaaden

- 22. Februar: Heimar Fischer-Gaaden, deutscher Maler († 2014)
- 09. März: Benito Jacovitti, italienischer Comiczeichner († 1997)
- 12. März: Ugo Attardi, italienischer Maler, Bildhauer und Schriftsteller († 2006)
- 14. März: Diane Arbus, US-amerikanische Fotografin und Fotojournalistin († 1971)

- 01. April: Diana Vandenberg, niederländische Malerin († 1997)
- 03. April: Eusebio Sempere, spanischer Maler († 1985)

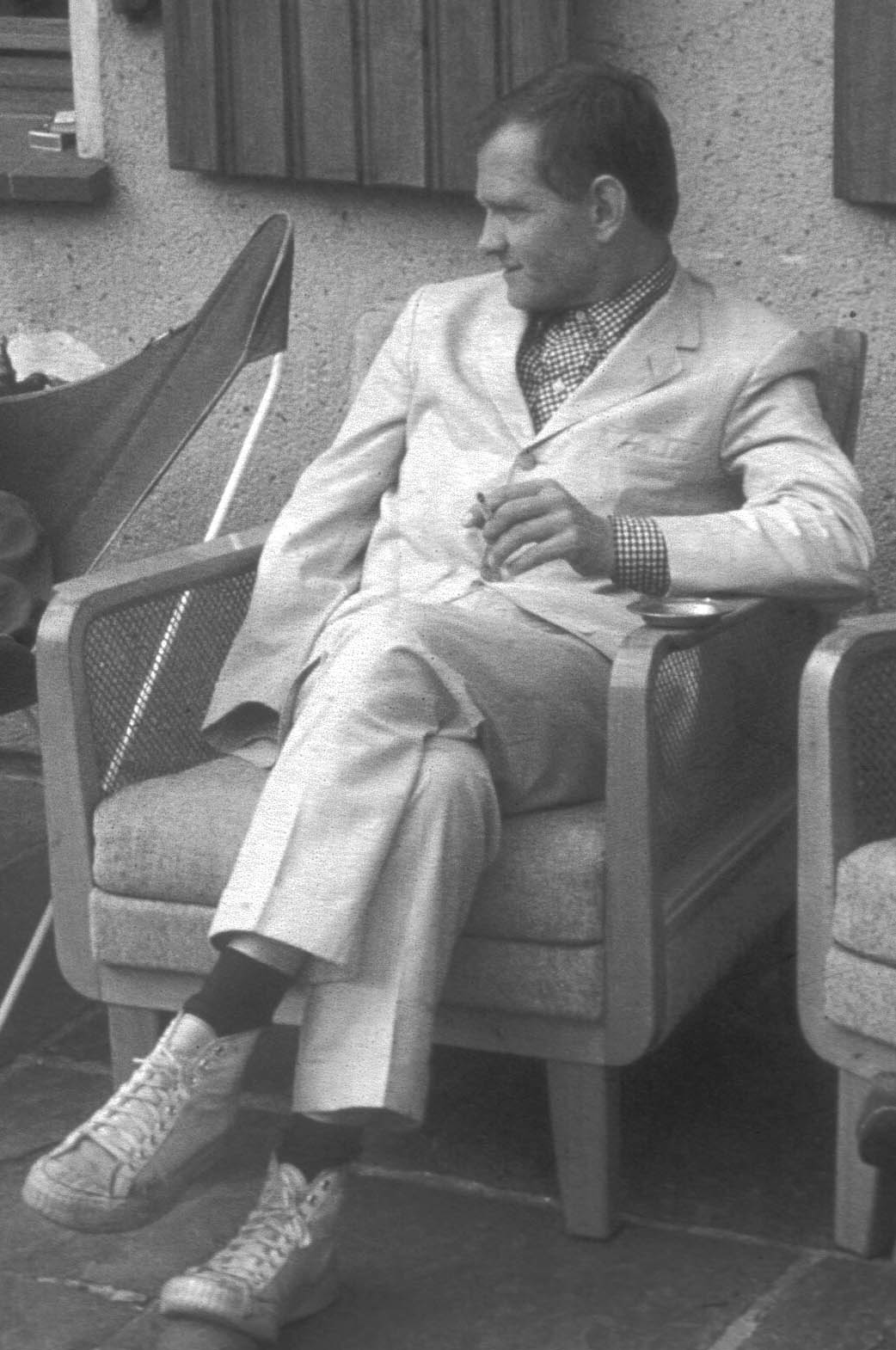
Sonderborg 1962 in Hannover

- 05. April: K. R. H. Sonderborg, deutscher Maler († 2008)
- 13. April: Lothar Quinte, deutscher Maler der Avantgarde († 2000)
- 28. April: Carolyn Cassady, US-amerikanische Schriftstellerin und Malerin († 2013)

- 01. Mai: Friedrich Opferkuh, österreichischer Steinmetzmeister und Bildhauer († 1993)
- 03. Mai: Norman Thelwell, britischer Cartoonist († 2004)
- 07. Mai: Maria Becke-Rausch, deutsche Bildhauerin
- 15. Mai: Richard Avedon, US-amerikanischer Fotograf († 2004)
- 20. Mai: Peter Steinforth, deutscher Künstler († 1981)
- 22. Mai: Max Velthuijs, niederländischer Autor und Zeichner († 2005)
- 27. Mai: Inge Morath, österreichische Fotografin († 2002)
- 31. Mai: Ellsworth Kelly, US-amerikanischer Maler († 2015)

- 03. Juni: June Newton, australische Fotografin († 2021)
- 05. Juni: Yona Friedman, französischer Architekt († 2019)
- 05. Juni: Jesús Rafael Soto, venezolanischer Künstler († 2005)
- 07. Juni: Ricarda Jacobi, deutsche Malerin († 2020)
- 09. Juni: Olga Knoblach-Wolff, deutsche Malerin, Grafikerin und Schriftstellerin († 2008)
- 10. Juni: Françoise Sullivan, kanadische Malerin, Bildhauerin, Tänzerin und Choreographin
- 14. Juni: Robert Watts, US-amerikanischer Künstler und Bildhauer († 1988)
- 15. Juni: Dieter Hennebo, deutscher Agrarwissenschaftler und Landschaftsarchitekt († 2007)
- 20. Juni: Sepp Tezak, österreichischer Eisenbahnmaler, -historiker und -journalist († 2013)
- 24. Juni: Marc Riboud, französischer Fotograf († 2016)
- 25. Juni: Sam Francis, US-amerikanischer Maler († 1994)

### Zweites Halbjahr
- 04. Juli: Hans Jochem, deutscher Architekt († 2017)
- 13. Juli: Erich Lessing, österreichischer Fotograf († 2018)

- 10. August: Jean Graton, französischer Comic-Zeichner und -Autor († 2021)
- 10. August: Vera Lwowski, deutsche Tierbildhauerin
- 17. August: Carlos Cruz-Diez, venezolanischer Künstler († 2019)
- 25. August: Fernando Távora, portugiesischer Architekt († 2005)

- 03. September: Mort Walker, US-amerikanischer Comiczeichner († 2018)
- 18. September: Peter Smithson, britischer Architekt († 2003)

- 06. Oktober: Nanna Ditzel, dänische Designerin († 2005)
- 07. Oktober: Jean-Paul Riopelle, frankokanadischer Maler und Bildhauer († 2002)
- 09. Oktober: Rupert Stöckl, deutscher Maler († 1999)

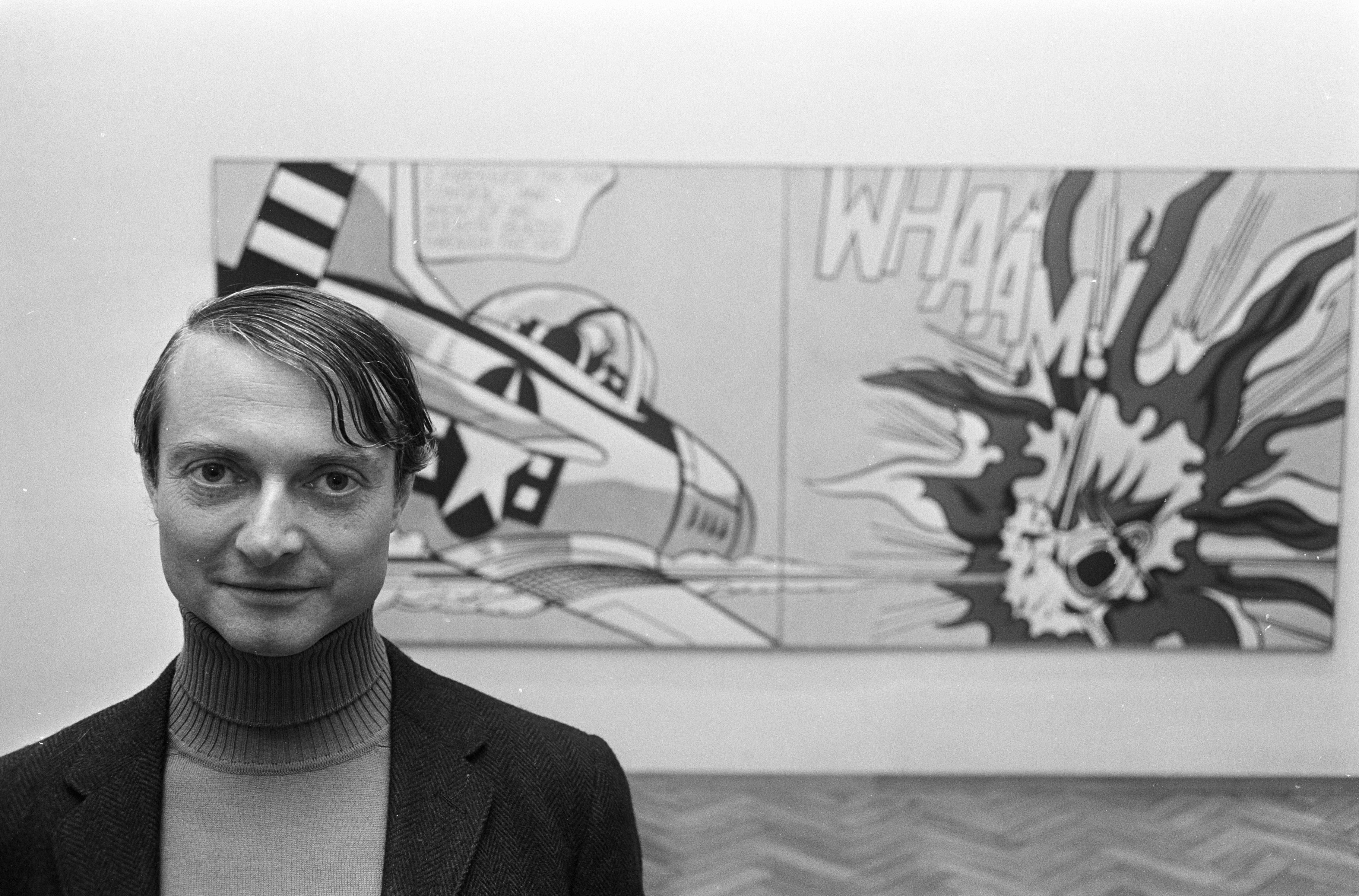
Roy Lichtenstein, 1967

- 27. Oktober: Roy Lichtenstein, amerikanischer Künstler und Lehrer der Pop-Art († 1997)
- 29. Oktober: Grigori Danilowitsch Jastrebenezki, russischer Bildhauer († 2022)

- 01. November: Imre Varga, ungarischer Bildhauer († 2019)

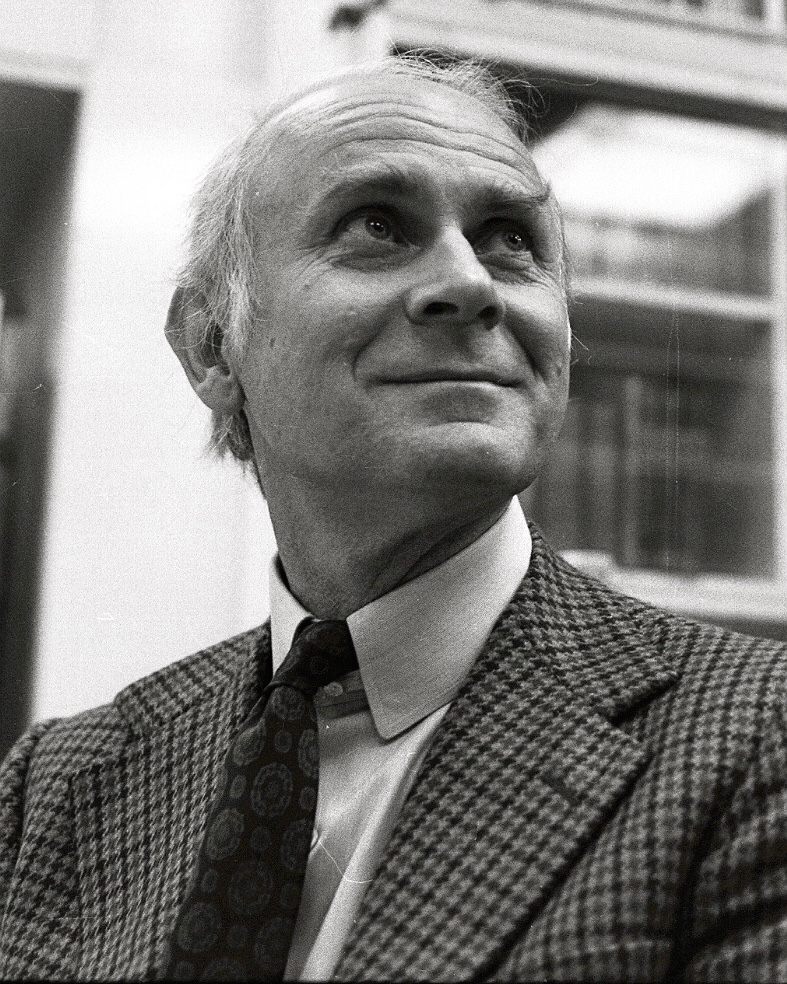
Loriot (1971)

- 12. November: Victor von Bülow, bekannt als Loriot, deutscher Humorist, Zeichner, Schauspieler und Regisseur († 2011)
- 17. November: Terry Haass, französische Malerin und Grafikerin († 2016)
- 19. November: Helena Zmatlíková, tschechische Malerin und Illustratorin († 2005)
- 24. November: Rudolf Angerer, österreichischer Illustrator und Karikaturist († 1996)

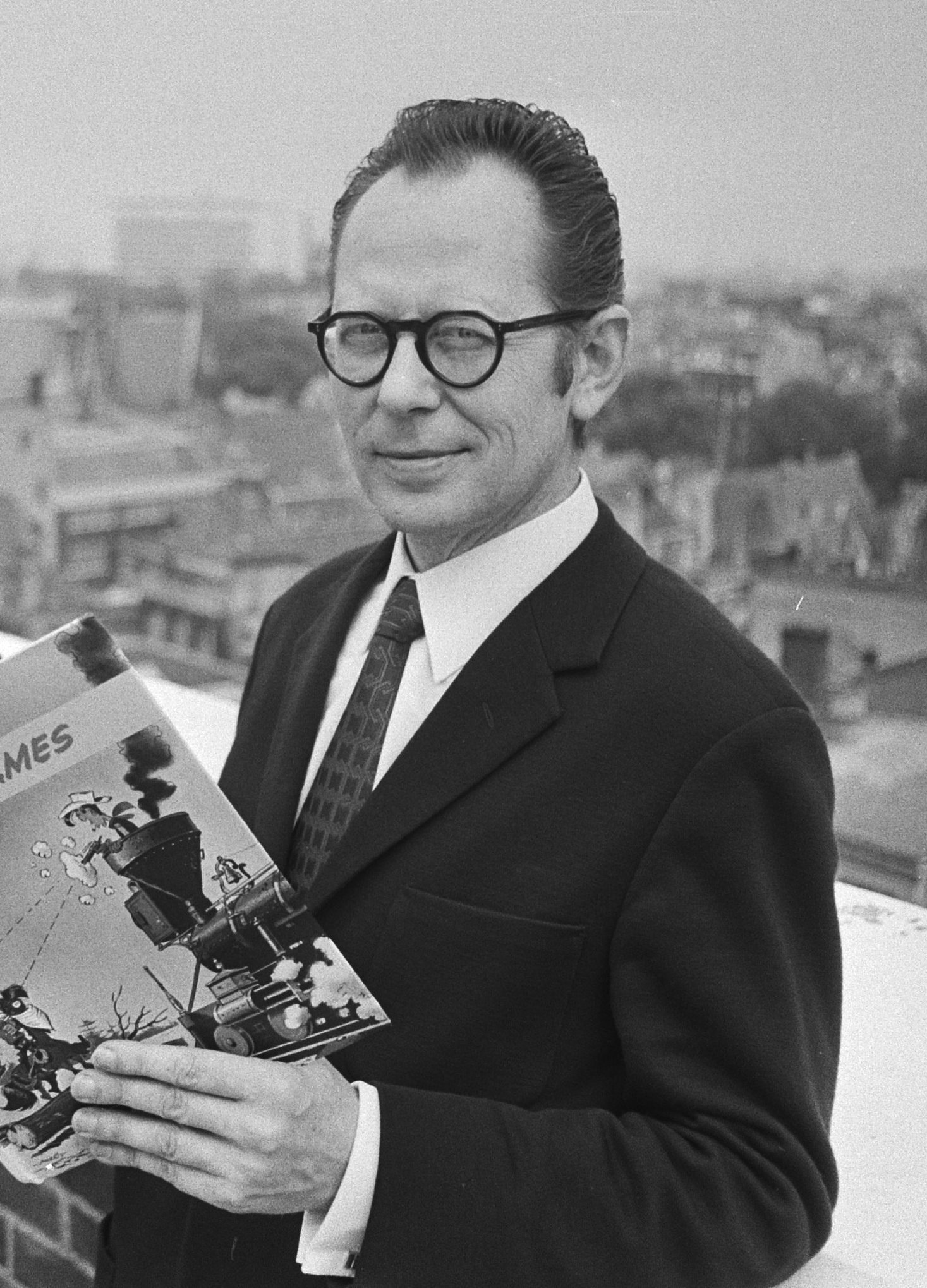
Morris (Maurice de Bevere), 1971

- 01. Dezember: Morris, belgischer Comic-Zeichner und Autor (Lucky Luke) († 2001)
- 13. Dezember: Antoni Tàpies, spanischer Maler († 2012)
- 15. Dezember: Harri Parschau, deutscher Karikaturist († 2006)
- 20. Dezember: Marlene Reidel, deutsche Malerin, Illustratorin und Kinderbuchautorin († 2014)
- 26. Dezember: Richard Artschwager, US-amerikanischer Künstler († 2013)
- 31. Dezember: Heinz Kreutz, deutscher Maler († 2016)

### Genaues Geburtsdatum unbekannt
- Gerda Henning, deutsche Malerin († 2007)

## Gestorben

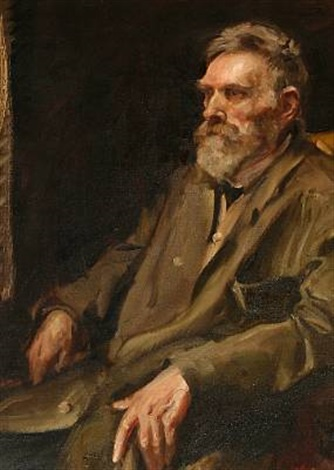
Anders Andersen-Lundby, Porträt von Oscar Wergeland

- 4. Januar: Anders Andersen-Lundby, dänischer Kunstmaler (* 1841)
- 1. Februar: Frédéric Raisin, Schweizer Jurist, Politiker und Kunstsammler (* 1851)

- 1. April: Kaspar Kögler, deutscher Maler und Schriftsteller (* 1838)
- 13. April: Willem Witsen, niederländischer Fotograf, Maler und Schriftsteller (* 1860)

- 26. Juni: Hermann Linde, deutscher Maler (* 1863)
- 16. Juli: Josep Berga i Boada, katalanischer Maler, Zeichner, Illustrator und Schriftsteller (* 1872)
- 18. Juli: Emanuel Hegenbarth, deutscher Maler (* 1868)

- 10. August: Joaquín Sorolla, spanischer Maler (* 1863)
- 28. August: Elisabeth Vilma Lwoff-Parlaghy, ungarisch-amerikanische Porträtmalerin (* 1863)

- 4. November: Ernst Ziller, deutsch-griechischer klassizistischer Architekt, Bauforscher und Archäologe (* 1837)
- 14. Dezember: Théophile-Alexandre Steinlen, schweizerisch-französischer Maler und Grafiker (* 1859)
- 26. Dezember: Georg Frentzen, deutscher Architekt und Hochschullehrer (* 1854)
- 27. Dezember: Lluís Domènech i Montaner, katalanischer Architekt und Politiker (* 1850)

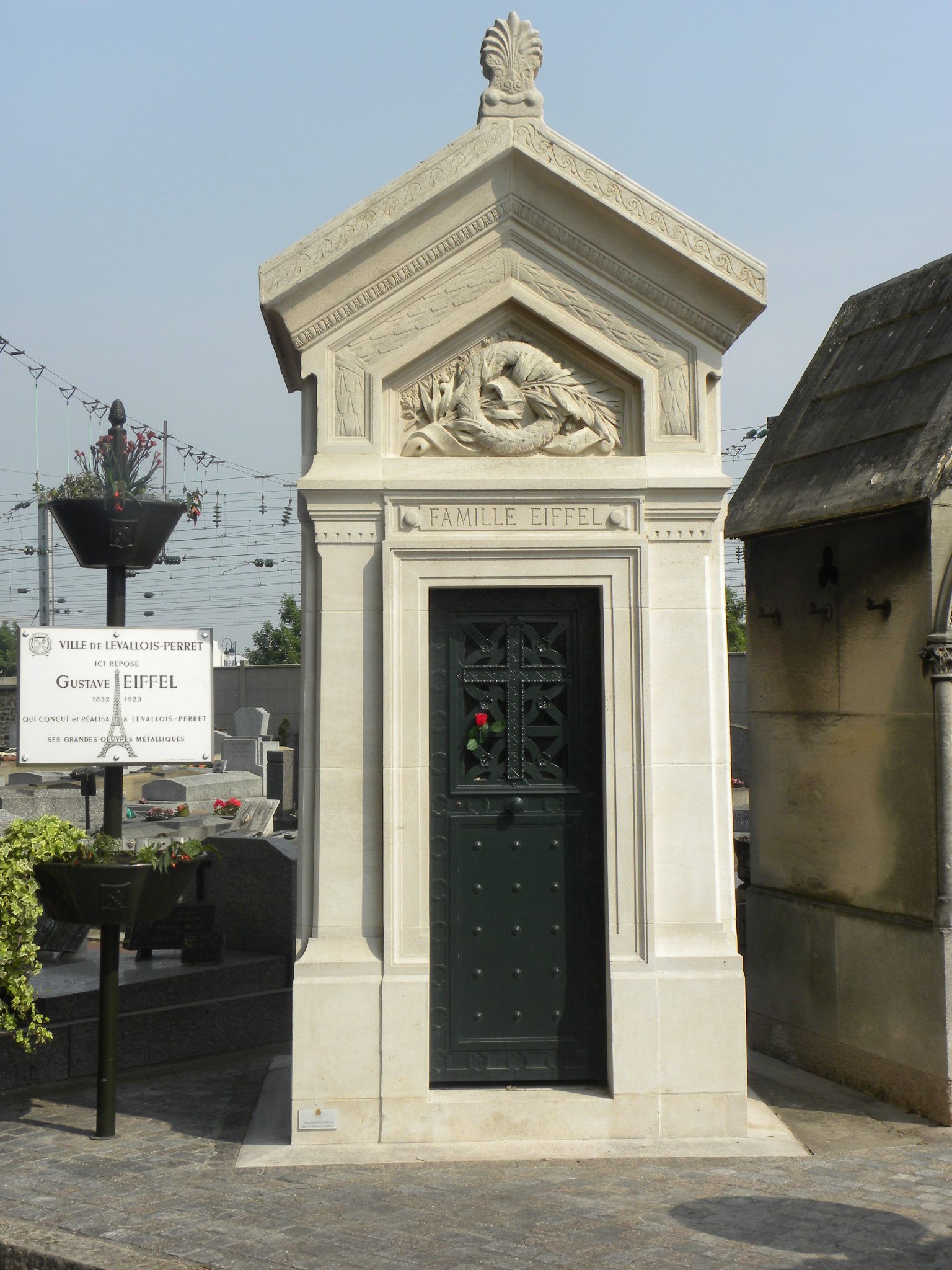
Grabkapelle der Familie Eiffel am Friedhof von Levallois-Perret

- 27. Dezember: Gustave Eiffel, französischer Architekt und Ingenieur (* 1832)